# Chthonius daedaleus
Chthonius daedaleus är en spindeldjursart som beskrevs av Volker Mahnert 1980. Chthonius daedaleus ingår i släktet Chthonius och familjen käkklokrypare. Inga underarter finns listade i Catalogue of Life.